# ТЕС Фердоусі
ТЕС Фердоусі — іранська теплова електростанція на північному сході країни в провінції Хорасан-Резаві. 
У 1985—1987  hjrf[ на станції ввели в експлуатацію чотири парові турбіни потужністю по 150 МВт. 
Як паливо станція використовує природний газ, котрий надходить до Мешхеду по трубопроводу із Хангірана.
Видача продукції відбувається по ЛЕП, розрахованій на роботу під напругою 132 кВ.
Можливо також відзначити, що поряд зі станцією Фердоусі розташований майданчик ТЕС Тус.